# Refugee (musikalbum)
Refugee är ett musikalbum av det brittiska progressiva rockbandet Refugee, utgivet 1974. Detta blev gruppens enda album.

## Låtlista
1. "Papillon" 5:10
2. "Someday" 5:02
3. "Grand Canyon Suite" 16:46
4. "Gatecrasher" 1:02
5. "Ritt Mickley" 4:52
6. "Credo" 18:04